# ججو
ججو (به لاتین: Jeju) یا چجو (به کره‌ای: 제주) با جمعیت ۴۳۵٫۴۱۳ نفر در استان چجو در کشور کره‌جنوبی واقع شده‌است. این شهر در ججودو واقع شده است.